# Petaurista
Petaurista là một chi động vật có vú trong họ Sóc, bộ Gặm nhấm. Chi này được Link miêu tả năm 1795. Loài điển hình của chi này là Sciurus petaurista Pallas, 1766.

## Các loài
Chi này gồm các loài:
- Petaurista petaurista (Pallas 1766), Himalaya, Vân Nam, Đông Nam Á lục địa, Sumatra, Java, Borneo
- Petaurista philippensis (Elliot 1839), Indien, Sri Lanka, Đông Nam Á lục địa, Hoa Nam, Đài Loan
- Petaurista elegans (Müller 1840), Vân Nam, Đông Nam Á lục địa, Sumatra, Java, Borneo
- Petaurista alborufus (Milne Edwards 1870), Hoa Nam, Đài Loan
- Petaurista magnificus (Hodgson 1836), Himalaya
- Petaurista nobilis (Gray 1842), Himalaya
- Petaurista xanthotis (Milne Edwards 1872), miền tây Trung Quốc
- Petaurista leucogenys (Temminck 1827), Nhật Bản, Trung Quốc

## Hình ảnh

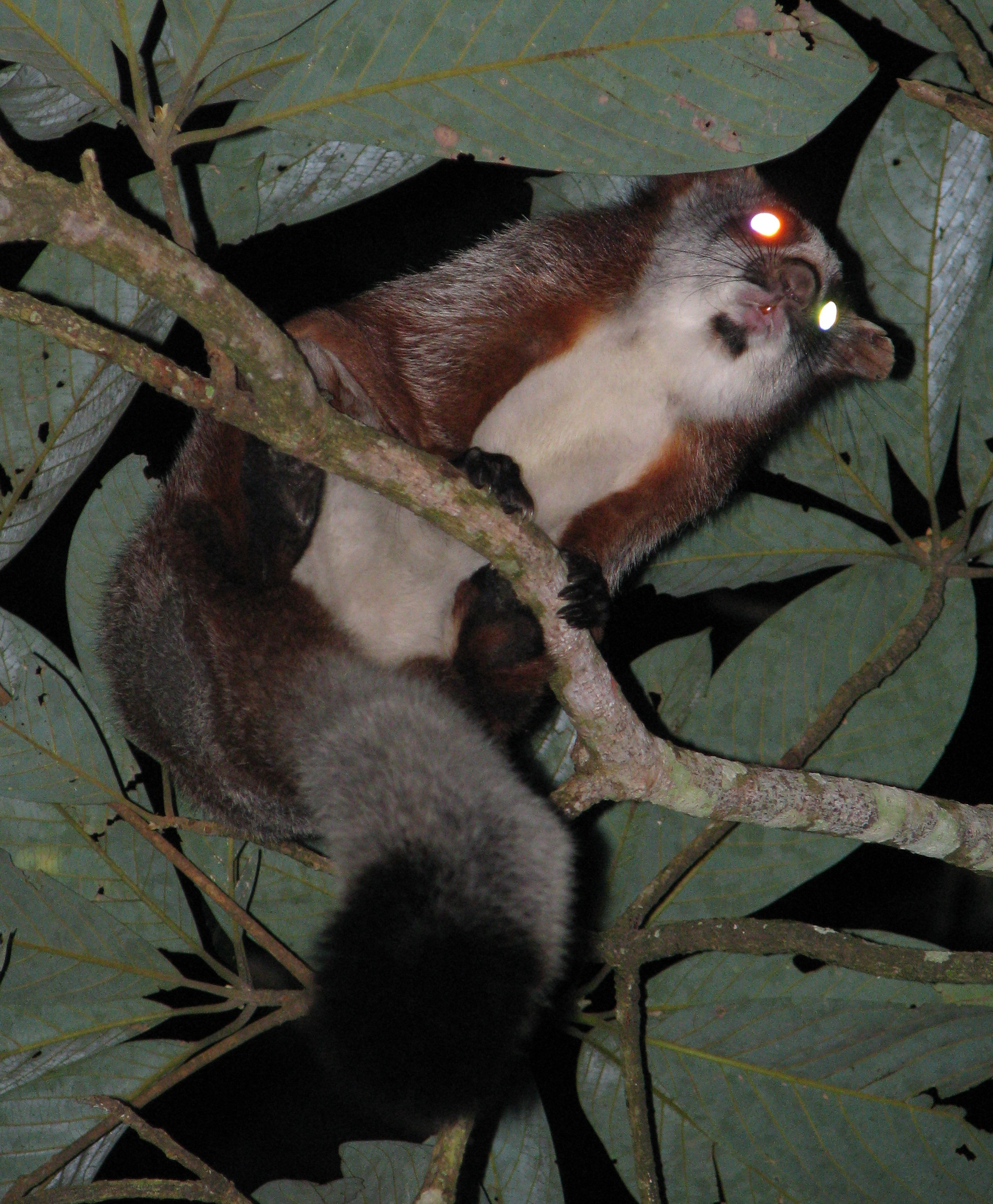
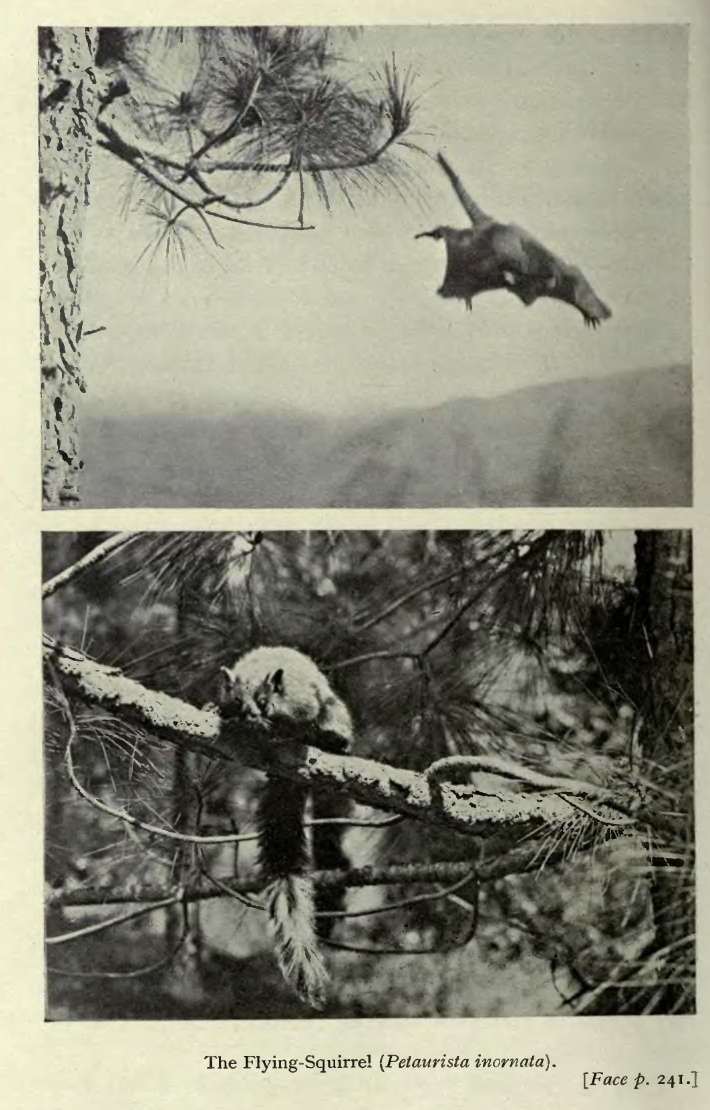